# Polo aquático nos Jogos Olímpicos de Verão de 2024 - Masculino
O torneio masculino de polo aquático nos Jogos Olímpicos de Verão de 2024 foi realizado entre 28 de julho e 11 de agosto de 2024, com as preliminares ocorrendo no Centro Aquático de Paris, em Saint-Denis, e a fase final no Paris La Défense Arena, em Nanterre, na França.

## Medalhistas
|  | SRB Sérvia |  | CRO Croácia |  | USA Estados Unidos |
|  | Radoslav Filipović Dušan Mandić Strahinja Rašović Sava Ranđelović Miloš Ćuk Nikola Dedović Radomir Drašović Nikola Jakšić Nemanja Vico Nemanja Ubović Petar Jakšić Viktor Rašović Vladimir Mišović |  | Marko Bijač Rino Burić Loren Fatović Luka Lončar Maro Joković Luka Bukić Ante Vukičević Marko Žuvela Jerko Marinić Kragić Josip Vrlić Matias Biljaka Konstantin Kharkov Toni Popadić |  | Adrian Weinberg Johnny Hooper Marko Vavic Alex Obert Hannes Daube Luca Cupido Ben Hallock Dylan Woodhead Alex Bowen Chase Dodd Ryder Dodd Max Irving Drew Holland |

## Calendário
| G | Fase de grupos | QF | Quartas de final | SF | Semifinais | B | Disputa pelo bronze | F | Final |

| DataEvento | Sáb 27 jul | Dom 28 jul | Seg 29 jul | Ter 30 jul | Qua 31 jul | Qui 1 ago | Sex 2 ago | Sáb 3 ago | Dom 4 ago | Seg 5 ago | Ter 6 ago | Qua 7 ago | Qui 8 ago | Sex 9 ago | Sáb 10 ago | Sáb 10 ago | Dom 11 ago | Dom 11 ago |
| ---------- | ---------- | ---------- | ---------- | ---------- | ---------- | --------- | --------- | --------- | --------- | --------- | --------- | --------- | --------- | --------- | ---------- | ---------- | ---------- | ---------- |
| Masculino  |            | G          |            | G          |            | G         |           | G         |           | G         |           | QF        |           | SF        |            |            | B          | F          |

## Qualificação
Foram colocadas em disputa 11 vagas. Por ser país-sede, a França tinha uma vaga garantida. Cada Comitê Olímpico Nacional (CON) poderia se qualificar para as competições com base no Campeonato Mundial de 2023 e 2024 e em eventos continentais disputados entre 2022 e 2024.
| Método                       | Data                                | Local   | Vagas | Classificado                           |
| ---------------------------- | ----------------------------------- | ------- | ----- | -------------------------------------- |
| País-sede                    | —                                   | —       | 1     | França                                 |
| Campeonato Mundial de 2023   | 17–29 de julho de 2023              | Japão   | 2     | Hungria · Grécia                       |
| Jogos Asiáticos de 2022      | 2–7 de outubro de 2023              | China   | 1     | Japão                                  |
| Jogos Pan-Americanos de 2023 | 30 de outubro–4 de novembro de 2023 | Chile   | 1     | Estados Unidos                         |
| Campeonato Europeu de 2024   | 4–16 de janeiro de 2024             | Croácia | 1     | Espanha                                |
| Campeonato Mundial de 2024   | 5–17 de fevereiro de 2024           | Catar   | 4     | Croácia · Itália · Sérvia · Montenegro |
| Indicado da África           | —                                   | —       | 1     | África do Sul                          |
| Indicado da Oceania          | —                                   | —       | 1     | Austrália                              |
| Realocação                   | —                                   | —       | 1     | Romênia                                |
| Total                        |                                     |         | 12    |                                        |

- Notas:

1. ↑  A África do Sul desistiu em participar do torneio e sua vaga foi ocupada pela Romênia.[4]

## Formato
As doze equipes foram divididas em dois grupos para uma fase inicial. Cada uma joga contra todas as demais equipes do grupo, totalizando cinco partidas. As quatro primeiras colocadas de cada grupo avançam para a fase eliminatória, enquanto a quinta e sexta colocadas são eliminadas. A fase eliminatória começa com as quartas de final e os vencedores avançam para as semifinais, enquanto os perdedores das quartas de final disputam a classificação do quinto ao oitavo lugar. Os dois vencedores das semifinais disputam a medalha de ouro, enquanto os dois perdedores disputam o bronze.

## Árbitros
Os seguintes árbitros foram selecionados para o torneio:
- AUS Nicholas Hodgers
- CAN Hélène Painchaud
- CHN Zhang Liang
- CRO Andrej Franulović
- EGY Yasser Mehalhel
- FRA Aurélie Blanchard
- FRA Sébastien Dervieux
- GER Frank Ohme
- GRE Natalia Markopoulou
- GRE Georgios Stavridis
- HUN Nóra Debreceni
- HUN Tamás Kovács
- ITA Rafaele Colombo
- ITA Alessia Ferrari
- JPN Chisato Kurosaki
- MNE Veselin Mišković
- NED Michiel Zwart
- ROU Adrian Alexandrescu
- SLO Boris Margeta
- SRB Vojin Putniković
- ESP Marta Cabañas
- ESP David Gómez
- USA Jennifer McCall
- USA Darren Spiritosanto

## Fase de grupos
A tabela de jogos e a composição dos grupos foi anunciada em 17 de fevereiro de 2024.
Todas as partidas seguem o fuso horário local (UTC+2).

### Grupo A
| Pos | Team           | J | V | VP | DP | D | GF | GA | GD  | Pts | Classificado     |
| --- | -------------- | - | - | -- | -- | - | -- | -- | --- | --- | ---------------- |
| 1   | Grécia         | 5 | 3 | 1  | 0  | 1 | 61 | 52 | +9  | 11  | Quartas de final |
| 2   | Itália         | 5 | 3 | 1  | 0  | 1 | 60 | 43 | +17 | 11  | Quartas de final |
| 3   | Estados Unidos | 5 | 3 | 0  | 0  | 2 | 59 | 51 | +8  | 9   | Quartas de final |
| 4   | Croácia        | 5 | 3 | 0  | 0  | 2 | 58 | 57 | +1  | 9   | Quartas de final |
| 5   | Montenegro     | 5 | 1 | 0  | 2  | 2 | 45 | 50 | −5  | 5   |                  |
| 6   | Romênia        | 5 | 0 | 0  | 0  | 5 | 37 | 67 | −30 | 0   |                  |

1. 1 2  Grécia 9–8 Itália
2. 1 2  Croácia 11–14 Estados Unidos

| 28 de julho de 2024 15:00 | Relatório | Itália                                     | 12–8 | Estados Unidos | Centro Aquático, Paris Árbitros: HUN Tamás Kovács SRB Vojin Putniković |
| 28 de julho de 2024 15:00 | Relatório | Pontuação por períodos: 4–2, 1–1, 4–1, 3–4 |      |                | Centro Aquático, Paris Árbitros: HUN Tamás Kovács SRB Vojin Putniković |
| 28 de julho de 2024 15:00 | Relatório | Di Fulvio, Iocchi Gratta, Gianazza 2       | Gols | Daube 3        | Centro Aquático, Paris Árbitros: HUN Tamás Kovács SRB Vojin Putniković |

| 28 de julho de 2024 16:35 | Relatório | Croácia                                    | 11–8 | Montenegro | Centro Aquático, Paris Árbitros: SLO Boris Margeta ESP David Gómez |
| 28 de julho de 2024 16:35 | Relatório | Pontuação por períodos: 3–1, 2–4, 3–1, 3–2 |      |            | Centro Aquático, Paris Árbitros: SLO Boris Margeta ESP David Gómez |
| 28 de julho de 2024 16:35 | Relatório | Fatović 3                                  | Gols | Đurđić 3   | Centro Aquático, Paris Árbitros: SLO Boris Margeta ESP David Gómez |

| 28 de julho de 2024 21:05 | Relatório | Romênia                                    | 7–14 | Grécia         | Centro Aquático, Paris Árbitros: NED Michiel Zwart CHN Zhang Liang |
| 28 de julho de 2024 21:05 | Relatório | Pontuação por períodos: 2–4, 3–5, 1–2, 1–3 |      |                | Centro Aquático, Paris Árbitros: NED Michiel Zwart CHN Zhang Liang |
| 28 de julho de 2024 21:05 | Relatório | Georgescu, Neamțu 2                        | Gols | Argyropoulos 4 | Centro Aquático, Paris Árbitros: NED Michiel Zwart CHN Zhang Liang |

| 30 de julho de 2024 12:05 | Relatório | Croácia                                    | 11–14 | Itália      | Centro Aquático, Paris Árbitros: NED Michiel Zwart FRA Sébastien Dervieux |
| 30 de julho de 2024 12:05 | Relatório | Pontuação por períodos: 4–3, 2–3, 3–6, 2–2 |       |             | Centro Aquático, Paris Árbitros: NED Michiel Zwart FRA Sébastien Dervieux |
| 30 de julho de 2024 12:05 | Relatório | Fatović, Kharkov 2                         | Gols  | Di Fulvio 4 | Centro Aquático, Paris Árbitros: NED Michiel Zwart FRA Sébastien Dervieux |

| 30 de julho de 2024 16:35 | Relatório | Estados Unidos                             | 14–8 | Romênia                   | Centro Aquático, Paris Árbitros: ESP David Gómez FRA Nicholas Hodgers |
| 30 de julho de 2024 16:35 | Relatório | Pontuação por períodos: 3–3, 3–0, 4–1, 4–4 |      |                           | Centro Aquático, Paris Árbitros: ESP David Gómez FRA Nicholas Hodgers |
| 30 de julho de 2024 16:35 | Relatório | Bowen, Daube 3                             | Gols | Colodrovschi, Georgescu 3 | Centro Aquático, Paris Árbitros: ESP David Gómez FRA Nicholas Hodgers |

| 30 de julho de 2024 19:30 | Relatório | Montenegro                                          | 16–17 | Grécia         | Centro Aquático, Paris Árbitros: GER Frank Ohme HUN Tamás Kovács |
| 30 de julho de 2024 19:30 | Relatório | Pontuação por períodos: 4–2, 3–3, 2–3, 3–4 PEN: 4–5 |       |                | Centro Aquático, Paris Árbitros: GER Frank Ohme HUN Tamás Kovács |
| 30 de julho de 2024 19:30 | Relatório | Popadić 4                                           | Gols  | Vlachopoulos 3 | Centro Aquático, Paris Árbitros: GER Frank Ohme HUN Tamás Kovács |

| 1 de agosto de 2024 10:30 | Relatório | Grécia                                     | 13–11 | Estados Unidos  | Centro Aquático, Paris Árbitros: ESP David Gómez FRA Sébastien Dervieux |
| 1 de agosto de 2024 10:30 | Relatório | Pontuação por períodos: 4–4, 3–2, 4–3, 2–2 |       |                 | Centro Aquático, Paris Árbitros: ESP David Gómez FRA Sébastien Dervieux |
| 1 de agosto de 2024 10:30 | Relatório | Argyropoulos 4                             | Gols  | Bowen, Irwing 2 | Centro Aquático, Paris Árbitros: ESP David Gómez FRA Sébastien Dervieux |

| 1 de agosto de 2024 16:35 | Relatório | Itália                                              | 11–9 | Montenegro | Centro Aquático, Paris Árbitros: SLO Boris Margeta NED Michiel Zwart |
| 1 de agosto de 2024 16:35 | Relatório | Pontuação por períodos: 2–2, 2–2, 3–3, 1–1 PEN: 3–1 |      |            | Centro Aquático, Paris Árbitros: SLO Boris Margeta NED Michiel Zwart |
| 1 de agosto de 2024 16:35 | Relatório | Di Fulvio, Echenique 2                              | Gols | Popadić 3  | Centro Aquático, Paris Árbitros: SLO Boris Margeta NED Michiel Zwart |

| 1 de agosto de 2024 19:30 | Relatório | Romênia                                    | 8–11 | Croácia                            | Centro Aquático, Paris Árbitros: HUN Tamás Kovács JPN Chisato Kurosaki |
| 1 de agosto de 2024 19:30 | Relatório | Pontuação por períodos: 0–3, 3–3, 4–5, 1–0 |      |                                    | Centro Aquático, Paris Árbitros: HUN Tamás Kovács JPN Chisato Kurosaki |
| 1 de agosto de 2024 19:30 | Relatório | Fulea, Țepeluș 2                           | Gols | Fatović, Joković, Marinić Kragić 3 | Centro Aquático, Paris Árbitros: HUN Tamás Kovács JPN Chisato Kurosaki |

| 3 de agosto de 2024 12:05 | Relatório | Croácia                                    | 14–13 | Grécia                                                                  | Centro Aquático, Paris Árbitros: SRB Vojin Putniković ESP David Gómez |
| 3 de agosto de 2024 12:05 | Relatório | Pontuação por períodos: 3–3, 1–3, 7–3, 3–4 |       |                                                                         | Centro Aquático, Paris Árbitros: SRB Vojin Putniković ESP David Gómez |
| 3 de agosto de 2024 12:05 | Relatório | Kharkov 4                                  | Gols  | Argyropoulos, Fountoulis, Kalogeropoulos, Papanastasiou, Vlachopoulos 2 | Centro Aquático, Paris Árbitros: SRB Vojin Putniković ESP David Gómez |

| 3 de agosto de 2024 16:35 | Relatório | Montenegro                                 | 7–12 | Estados Unidos | Centro Aquático, Paris Árbitros: GER Frank Ohme CHN Zhang Liang |
| 3 de agosto de 2024 16:35 | Relatório | Pontuação por períodos: 1–4, 1–3, 4–3, 1–2 |      |                | Centro Aquático, Paris Árbitros: GER Frank Ohme CHN Zhang Liang |
| 3 de agosto de 2024 16:35 | Relatório | Đurđić 3                                   | Gols | Daube 5        | Centro Aquático, Paris Árbitros: GER Frank Ohme CHN Zhang Liang |

| 3 de agosto de 2024 21:05 | Relatório | Itália                                     | 18–7 | Romênia        | Centro Aquático, Paris Árbitros: HUN Tamás Kovács AUS Nicholas Hodgers |
| 3 de agosto de 2024 21:05 | Relatório | Pontuação por períodos: 6–2, 4–1, 5–1, 3–3 |      |                | Centro Aquático, Paris Árbitros: HUN Tamás Kovács AUS Nicholas Hodgers |
| 3 de agosto de 2024 21:05 | Relatório | Condemi, Fondelli, Iocchi Gratta 3         | Gols | Colodrovschi 3 | Centro Aquático, Paris Árbitros: HUN Tamás Kovács AUS Nicholas Hodgers |

| 5 de agosto de 2024 15:10 | Relatório | Grécia                                     | 9–8  | Itália           | Centro Aquático, Paris Árbitros: NED Michiel Zwart CHN Zhang Liang |
| 5 de agosto de 2024 15:10 | Relatório | Pontuação por períodos: 2–2, 4–3, 0–1, 3–2 |      |                  | Centro Aquático, Paris Árbitros: NED Michiel Zwart CHN Zhang Liang |
| 5 de agosto de 2024 15:10 | Relatório | Argyropoulos 4                             | Gols | Bruni, Condemi 3 | Centro Aquático, Paris Árbitros: NED Michiel Zwart CHN Zhang Liang |

| 5 de agosto de 2024 18:30 | Relatório | Croácia                                    | 11–14 | Estados Unidos  | Centro Aquático, Paris Árbitros: FRA Sébastien Dervieux GER Zhang Liang |
| 5 de agosto de 2024 18:30 | Relatório | Pontuação por períodos: 2–5, 3–5, 2–1, 4–3 |       |                 | Centro Aquático, Paris Árbitros: FRA Sébastien Dervieux GER Zhang Liang |
| 5 de agosto de 2024 18:30 | Relatório | Kharkov 5                                  | Gols  | Daube, Irving 3 | Centro Aquático, Paris Árbitros: FRA Sébastien Dervieux GER Zhang Liang |

| 5 de agosto de 2024 21:30 | Relatório | Romênia                                    | 7–10 | Montenegro | Centro Aquático, Paris Árbitros: SLO Boris Margeta EGY Yasser Mehalhel |
| 5 de agosto de 2024 21:30 | Relatório | Pontuação por períodos: 3–3, 1–2, 1–2, 2–3 |      |            | Centro Aquático, Paris Árbitros: SLO Boris Margeta EGY Yasser Mehalhel |
| 5 de agosto de 2024 21:30 | Relatório | Fulea 2                                    | Gols | Mršič 3    | Centro Aquático, Paris Árbitros: SLO Boris Margeta EGY Yasser Mehalhel |

### Grupo B
| Pos | Team      | J | V | VP | DP | D | GF | GA | GD  | Pts | Classificado     |
| --- | --------- | - | - | -- | -- | - | -- | -- | --- | --- | ---------------- |
| 1   | Espanha   | 5 | 5 | 0  | 0  | 0 | 67 | 39 | +28 | 15  | Quartas de final |
| 2   | Austrália | 5 | 3 | 0  | 0  | 2 | 44 | 42 | +2  | 9   | Quartas de final |
| 3   | Hungria   | 5 | 3 | 0  | 0  | 2 | 62 | 54 | +8  | 9   | Quartas de final |
| 4   | Sérvia    | 5 | 2 | 0  | 0  | 3 | 58 | 63 | −5  | 6   | Quartas de final |
| 5   | França    | 5 | 1 | 0  | 0  | 4 | 50 | 60 | −10 | 3   |                  |
| 6   | Japão     | 5 | 1 | 0  | 0  | 4 | 60 | 83 | −23 | 3   |                  |

1. 1 2  Austrália 9–8 Hungria

| 28 de julho de 2024 10:30 | Relatório | Austrália                                  | 5–9  | Espanha    | Centro Aquático, Paris Árbitros: GRE Georgios Stavridis USA Darren Spiritosanto |
| 28 de julho de 2024 10:30 | Relatório | Pontuação por períodos: 1–2, 2–3, 1–3, 1–1 |      |            | Centro Aquático, Paris Árbitros: GRE Georgios Stavridis USA Darren Spiritosanto |
| 28 de julho de 2024 10:30 | Relatório | Lambie, Maksimovic 2                       | Gols | Munárriz 3 | Centro Aquático, Paris Árbitros: GRE Georgios Stavridis USA Darren Spiritosanto |

| 28 de julho de 2024 12:05 | Relatório | Sérvia                                     | 16–15 | Japão   | Centro Aquático, Paris Árbitros: ITA Rafaele Colombo MNE Veselin Mišković |
| 28 de julho de 2024 12:05 | Relatório | Pontuação por períodos: 4–4, 3–4, 5–3, 4–4 |       |         | Centro Aquático, Paris Árbitros: ITA Rafaele Colombo MNE Veselin Mišković |
| 28 de julho de 2024 12:05 | Relatório | Mandić 7                                   | Gols  | Inaba 6 | Centro Aquático, Paris Árbitros: ITA Rafaele Colombo MNE Veselin Mišković |

| 28 de julho de 2024 19:30 | Relatório | França                                     | 12–13 | Hungria   | Centro Aquático, Paris Árbitros: ROU Adrian Alexandrescu CRO Andrej Franulović |
| 28 de julho de 2024 19:30 | Relatório | Pontuação por períodos: 1–5, 4–4, 2–1, 5–3 |       |           | Centro Aquático, Paris Árbitros: ROU Adrian Alexandrescu CRO Andrej Franulović |
| 28 de julho de 2024 19:30 | Relatório | Vernoux 4                                  | Gols  | Vigvári 3 | Centro Aquático, Paris Árbitros: ROU Adrian Alexandrescu CRO Andrej Franulović |

| 30 de julho de 2024 10:30 | Relatório | Austrália                                  | 8–3  | Sérvia   | Centro Aquático, Paris Árbitros: CRO Andrej Franulović CHN Zhang Liang |
| 30 de julho de 2024 10:30 | Relatório | Pontuação por períodos: 1–0, 5–1, 1–0, 1–2 |      |          | Centro Aquático, Paris Árbitros: CRO Andrej Franulović CHN Zhang Liang |
| 30 de julho de 2024 10:30 | Relatório | Pavillard 4                                | Gols | Mandić 2 | Centro Aquático, Paris Árbitros: CRO Andrej Franulović CHN Zhang Liang |

| 30 de julho de 2024 15:00 | Relatório | Japão                                      | 13–14 | França    | Centro Aquático, Paris Árbitros: GRE Georgios Stavridis USA Darren Spiritosanto |
| 30 de julho de 2024 15:00 | Relatório | Pontuação por períodos: 4–4, 2–3, 3–3, 4–4 |       |           | Centro Aquático, Paris Árbitros: GRE Georgios Stavridis USA Darren Spiritosanto |
| 30 de julho de 2024 15:00 | Relatório | Inaba 6                                    | Gols  | Bodegas 3 | Centro Aquático, Paris Árbitros: GRE Georgios Stavridis USA Darren Spiritosanto |

| 30 de julho de 2024 21:00 | Relatório | Espanha                                    | 10–7 | Hungria  | Centro Aquático, Paris Árbitros: SLO Boris Margeta ITA Rafaele Colombo |
| 30 de julho de 2024 21:00 | Relatório | Pontuação por períodos: 2–1, 2–2, 4–3, 2–1 |      |          | Centro Aquático, Paris Árbitros: SLO Boris Margeta ITA Rafaele Colombo |
| 30 de julho de 2024 21:00 | Relatório | Granados, Larumbe, Munárriz 2              | Gols | Angyal 2 | Centro Aquático, Paris Árbitros: SLO Boris Margeta ITA Rafaele Colombo |

| 1 de agosto de 2024 12:05 | Relatório | Sérvia                                     | 11–15 | Espanha    | Centro Aquático, Paris Árbitros: ROU Adrian Alexandrescu ITA Rafaele Colombo |
| 1 de agosto de 2024 12:05 | Relatório | Pontuação por períodos: 3–4, 3–3, 3–3, 2–5 |       |            | Centro Aquático, Paris Árbitros: ROU Adrian Alexandrescu ITA Rafaele Colombo |
| 1 de agosto de 2024 12:05 | Relatório | Mandić 4                                   | Gols  | Granados 4 | Centro Aquático, Paris Árbitros: ROU Adrian Alexandrescu ITA Rafaele Colombo |

| 1 de agosto de 2024 15:00 | Relatório | França                                     | 8–9  | Austrália    | Centro Aquático, Paris Árbitros: CRO Andrej Franulović MNE Veselin Mišković |
| 1 de agosto de 2024 15:00 | Relatório | Pontuação por períodos: 0–1, 3–3, 2–3, 3–2 |      |              | Centro Aquático, Paris Árbitros: CRO Andrej Franulović MNE Veselin Mišković |
| 1 de agosto de 2024 15:00 | Relatório | Crousillat, Bjoch 3                        | Gols | Maksimovic 3 | Centro Aquático, Paris Árbitros: CRO Andrej Franulović MNE Veselin Mišković |

| 1 de agosto de 2024 21:05 | Relatório | Hungria                                    | 17–10 | Japão      | Centro Aquático, Paris Árbitros: GER Frank Ohme CHN Zhang Liang |
| 1 de agosto de 2024 21:05 | Relatório | Pontuação por períodos: 5–2, 4–2, 3–2, 5–4 |       |            | Centro Aquático, Paris Árbitros: GER Frank Ohme CHN Zhang Liang |
| 1 de agosto de 2024 21:05 | Relatório | Vigvári 4                                  | Gols  | Watanabe 3 | Centro Aquático, Paris Árbitros: GER Frank Ohme CHN Zhang Liang |

| 3 de agosto de 2024 10:30 | Relatório | Espanha                                    | 23–8 | Japão   | Centro Aquático, Paris Árbitros: NED Michiel Zwart USA Darren Spiritosanto |
| 3 de agosto de 2024 10:30 | Relatório | Pontuação por períodos: 4–0, 6–2, 7–4, 6–2 |      |         | Centro Aquático, Paris Árbitros: NED Michiel Zwart USA Darren Spiritosanto |
| 3 de agosto de 2024 10:30 | Relatório | Sanahuja 5                                 | Gols | Okawa 2 | Centro Aquático, Paris Árbitros: NED Michiel Zwart USA Darren Spiritosanto |

| 3 de agosto de 2024 15:00 | Relatório | Austrália                                  | 9–8  | Hungria    | Centro Aquático, Paris Árbitros: GRE Georgios Stavridis MNE Veselin Mišković |
| 3 de agosto de 2024 15:00 | Relatório | Pontuação por períodos: 2–2, 2–3, 2–2, 3–1 |      |            | Centro Aquático, Paris Árbitros: GRE Georgios Stavridis MNE Veselin Mišković |
| 3 de agosto de 2024 15:00 | Relatório | Edwards, Maksimovic 2                      | Gols | Manhercz 4 | Centro Aquático, Paris Árbitros: GRE Georgios Stavridis MNE Veselin Mišković |

| 3 de agosto de 2024 19:30 | Relatório | Sérvia                                     | 15–8 | França              | Centro Aquático, Paris Árbitros: SLO Boris Margeta ROU Adrian Alexandrescu |
| 3 de agosto de 2024 19:30 | Relatório | Pontuação por períodos: 4–2, 4–2, 4–2, 3–2 |      |                     | Centro Aquático, Paris Árbitros: SLO Boris Margeta ROU Adrian Alexandrescu |
| 3 de agosto de 2024 19:30 | Relatório | Drašović, Mandić, Rašović, Ubović 2        | Gols | Marzouki, Vernoux 2 | Centro Aquático, Paris Árbitros: SLO Boris Margeta ROU Adrian Alexandrescu |

| 5 de agosto de 2024 12:00 | Relatório | Hungria                                    | 17–13 | Sérvia   | Centro Aquático, Paris Árbitros: ROU Adrian Alexandrescu CRO Andrej Franulović |
| 5 de agosto de 2024 12:00 | Relatório | Pontuação por períodos: 2–4, 7–3, 6–2, 2–4 |       |          | Centro Aquático, Paris Árbitros: ROU Adrian Alexandrescu CRO Andrej Franulović |
| 5 de agosto de 2024 12:00 | Relatório | Fekete, Zalánki 4                          | Gols  | Mandić 5 | Centro Aquático, Paris Árbitros: ROU Adrian Alexandrescu CRO Andrej Franulović |

| 5 de agosto de 2024 13:35 | Relatório | Austrália                                  | 13–14 | Japão   | Centro Aquático, Paris Árbitros: ITA Rafaele Colombo USA Darren Spiritosanto |
| 5 de agosto de 2024 13:35 | Relatório | Pontuação por períodos: 5–2, 2–4, 2–4, 4–4 |       |         | Centro Aquático, Paris Árbitros: ITA Rafaele Colombo USA Darren Spiritosanto |
| 5 de agosto de 2024 13:35 | Relatório | Maksimovic 3                               | Gols  | Inaba 6 | Centro Aquático, Paris Árbitros: ITA Rafaele Colombo USA Darren Spiritosanto |

| 5 de agosto de 2024 20:05 | Relatório | França                                     | 8–10 | Espanha              | Centro Aquático, Paris Árbitros: GRE Georgios Stavridis MNE Veselin Mišković |
| 5 de agosto de 2024 20:05 | Relatório | Pontuação por períodos: 1–3, 2–2, 4–2, 1–3 |      |                      | Centro Aquático, Paris Árbitros: GRE Georgios Stavridis MNE Veselin Mišković |
| 5 de agosto de 2024 20:05 | Relatório | Crousillat 3                               | Gols | Munárriz, Sanahuja 3 | Centro Aquático, Paris Árbitros: GRE Georgios Stavridis MNE Veselin Mišković |

## Fase final
|  | Quartas de final      | Quartas de final |              |         | Semifinal             | Semifinal           |  |  | Final        | Final |
|  |                       |                  |              |         |                       |                     |  |  |              |       |
|  | 7 de agosto           |                  |              |         |                       |                     |  |  |              |       |
|  |                       |                  |              |         |                       |                     |  |  |              |       |
|  | Grécia                | 11               |              |         |                       |                     |  |  |              |       |
|  | Grécia                | 11               | 9 de agosto  |         |                       |                     |  |  |              |       |
|  | Sérvia                | 12               |              |         |                       |                     |  |  |              |       |
|  | Sérvia                | 12               | Sérvia       | 10      |                       |                     |  |  |              |       |
|  | 7 de agosto           |                  | Sérvia       | 10      |                       |                     |  |  |              |       |
|  |                       | Estados Unidos   | 6            |         |                       |                     |  |  |              |       |
|  | Estados Unidos (pen.) | Estados Unidos   | 6            | 7 (4)   |                       |                     |  |  |              |       |
|  | Estados Unidos (pen.) |                  | 11 de agosto | 7 (4)   |                       |                     |  |  |              |       |
|  | Austrália             | 7 (3)            |              |         |                       |                     |  |  |              |       |
|  | Austrália             | 7 (3)            | Sérvia       | 13      |                       |                     |  |  |              |       |
|  | 7 de agosto           |                  | Sérvia       | 13      |                       |                     |  |  |              |       |
|  |                       | Croácia          | 11           |         |                       |                     |  |  |              |       |
|  | Itália                | Croácia          | 11           | 9 (1)   |                       |                     |  |  |              |       |
|  | Itália                | 9 de agosto      |              | 9 (1)   |                       |                     |  |  |              |       |
|  | Hungria (pen.)        | 9 (3)            |              |         |                       |                     |  |  |              |       |
|  | Hungria (pen.)        | 9 (3)            | Hungria      | 8       | Disputa pelo bronze   | Disputa pelo bronze |  |  |              |       |
|  | 7 de agosto           |                  | Hungria      | 8       | Disputa pelo bronze   | Disputa pelo bronze |  |  |              |       |
|  |                       | Croácia          | 9            |         |                       |                     |  |  |              |       |
|  | Croácia               | Croácia          | 9            | 10      | Estados Unidos (pen.) | 8 (3)               |  |  |              |       |
|  | Croácia               |                  |              | 10      | Estados Unidos (pen.) | 8 (3)               |  |  |              |       |
|  | Espanha               | 8                |              | Hungria | 8 (0)                 |                     |  |  |              |       |
|  | Espanha               | 8                |              |         | 8 (0)                 |                     |  |  |              |       |
|  |                       |                  |              |         |                       |                     |  |  | 11 de agosto |       |
|  |                       |                  |              |         |                       |                     |  |  |              |       |

|  | Classificação 5–8 | Classificação 5–8 |    |              | Disputa pelo 5º lugar | Disputa pelo 5º lugar |  |
|  |                   |                   |    |              |                       |                       |  |
|  | 9 de agosto       |                   |    |              |                       |                       |  |
|  | Grécia            | 15                |    |              |                       |                       |  |
|  | Austrália         | 9                 |    |              |                       |                       |  |
|  |                   |                   |    |              |                       |                       |  |
|  |                   |                   |    |              | 11 de agosto          |                       |  |
|  |                   |                   |    |              | Grécia                | 15                    |  |
|  |                   | Espanha           | 13 |              |                       |                       |  |
|  |                   |                   |    |              |                       |                       |  |
|  |                   |                   |    |              |                       |                       |  |
|  |                   |                   |    |              | Disputa pelo 7º lugar |                       |  |
|  | 9 de agosto       | 9 de agosto       |    | 10 de agosto | 10 de agosto          |                       |  |
|  | Itália            | 9                 |    | Austrália    | 6                     |                       |  |
|  | Espanha           | 11                |    |              | Itália                | 10                    |  |

### Quartas de final
| 7 de agosto de 2024 14:00 | Relatório | Croácia                                    | 10–8 | Espanha                        | Paris La Défense Arena, Paris Árbitros: SLO Boris Margeta USA Darren Spiritosanto |
| 7 de agosto de 2024 14:00 | Relatório | Pontuação por períodos: 2–0, 4–3, 2–2, 2–3 |      |                                | Paris La Défense Arena, Paris Árbitros: SLO Boris Margeta USA Darren Spiritosanto |
| 7 de agosto de 2024 14:00 | Relatório | Fatović, Joković, Kharkov 2                | Gols | Granados, Munárriz, Sanahuja 2 | Paris La Défense Arena, Paris Árbitros: SLO Boris Margeta USA Darren Spiritosanto |

| 7 de agosto de 2024 15:35 | Relatório | Grécia                                     | 11–12 | Sérvia   | Paris La Défense Arena, Paris Árbitros: GER Frank Ohme CRO Andrej Franulović |
| 7 de agosto de 2024 15:35 | Relatório | Pontuação por períodos: 3–3, 2–3, 4–2, 2–4 |       |          | Paris La Défense Arena, Paris Árbitros: GER Frank Ohme CRO Andrej Franulović |
| 7 de agosto de 2024 15:35 | Relatório | Skoumpakis 3                               | Gols  | Mandić 5 | Paris La Défense Arena, Paris Árbitros: GER Frank Ohme CRO Andrej Franulović |

| 7 de agosto de 2024 19:00 | Relatório | Estados Unidos                                      | 11–10 | Austrália   | Paris La Défense Arena, Paris Árbitros: ITA Rafaele Colombo FRA Sébastien Dervieux |
| 7 de agosto de 2024 19:00 | Relatório | Pontuação por períodos: 1–3, 2–2, 2–0, 2–2 PEN: 4–3 |       |             | Paris La Défense Arena, Paris Árbitros: ITA Rafaele Colombo FRA Sébastien Dervieux |
| 7 de agosto de 2024 19:00 | Relatório | Bowen, Daube 2                                      | Gols  | Pavillard 4 | Paris La Défense Arena, Paris Árbitros: ITA Rafaele Colombo FRA Sébastien Dervieux |

| 7 de agosto de 2024 20:35 | Relatório | Itália                                     | 10–12 | Hungria    | Paris La Défense Arena, Paris Árbitros: ROU Adrian Alexandrescu MNE Veselin Mišković |
| 7 de agosto de 2024 20:35 | Relatório | Pontuação por períodos: 2–3, 0–1, 5–2, 2–3 |       |            | Paris La Défense Arena, Paris Árbitros: ROU Adrian Alexandrescu MNE Veselin Mišković |
| 7 de agosto de 2024 20:35 | Relatório | Di Fulvio, Echenique 3                     | Gols  | Manhercz 4 | Paris La Défense Arena, Paris Árbitros: ROU Adrian Alexandrescu MNE Veselin Mišković |

### Classificação 5º–8º lugar
| 9 de agosto de 2024 13:00 | Relatório | Itália                                     | 9–11 | Espanha             | Paris La Défense Arena, Paris Árbitros: NED Michiel Zwart FRA Sébastien Dervieux |
| 9 de agosto de 2024 13:00 | Relatório | Pontuação por períodos: 0–4, 3–2, 3–3, 3–2 |      |                     | Paris La Défense Arena, Paris Árbitros: NED Michiel Zwart FRA Sébastien Dervieux |
| 9 de agosto de 2024 13:00 | Relatório | Echenique, Iocchi Gratta 2                 | Gols | Granados, Perrone 3 | Paris La Défense Arena, Paris Árbitros: NED Michiel Zwart FRA Sébastien Dervieux |

| 9 de agosto de 2024 18:00 | Relatório | Grécia                                     | 15–9 | Austrália                   | Paris La Défense Arena, Paris Árbitros: HUN Tamás Kovács CRO Andrej Franulović |
| 9 de agosto de 2024 18:00 | Relatório | Pontuação por períodos: 3–1, 2–2, 5–3, 5–3 |      |                             | Paris La Défense Arena, Paris Árbitros: HUN Tamás Kovács CRO Andrej Franulović |
| 9 de agosto de 2024 18:00 | Relatório | Kakaris 4                                  | Gols | Byrnes, Maksimovic, Power 2 | Paris La Défense Arena, Paris Árbitros: HUN Tamás Kovács CRO Andrej Franulović |

### Semifinal
| 9 de agosto de 2024 14:35 | Relatório | Sérvia                                     | 10–6 | Estados Unidos | Paris La Défense Arena, Paris Árbitros: GRE Georgios Stavridis ITA Rafaele Colombo |
| 9 de agosto de 2024 14:35 | Relatório | Pontuação por períodos: 2–2, 4–2, 2–2, 2–0 |      |                | Paris La Défense Arena, Paris Árbitros: GRE Georgios Stavridis ITA Rafaele Colombo |
| 9 de agosto de 2024 14:35 | Relatório | Dedović 4                                  | Gols | Vavic 2        | Paris La Défense Arena, Paris Árbitros: GRE Georgios Stavridis ITA Rafaele Colombo |

| 9 de agosto de 2024 19:35 | Relatório | Hungria                                    | 8–9  | Croácia   | Paris La Défense Arena, Paris Árbitros: GER Frank Ohme ESP David Gómez |
| 9 de agosto de 2024 19:35 | Relatório | Pontuação por períodos: 3–3, 2–4, 2–2, 1–0 |      |           | Paris La Défense Arena, Paris Árbitros: GER Frank Ohme ESP David Gómez |
| 9 de agosto de 2024 19:35 | Relatório | Jansik, Vámos 2                            | Gols | Fatović 5 | Paris La Défense Arena, Paris Árbitros: GER Frank Ohme ESP David Gómez |

### Disputa pelo sétimo lugar
| 10 de agosto de 2024 19:35 | Relatório | Austrália                                  | 6–10 | Itália          | Paris La Défense Arena, Paris Árbitros: ESP David Gómez JPN Chisato Kurosaki |
| 10 de agosto de 2024 19:35 | Relatório | Pontuação por períodos: 1–2, 1–3, 2–4, 2–1 |      |                 | Paris La Défense Arena, Paris Árbitros: ESP David Gómez JPN Chisato Kurosaki |
| 10 de agosto de 2024 19:35 | Relatório | Maksimovic 2                               | Gols | Iocchi Gratta 3 | Paris La Défense Arena, Paris Árbitros: ESP David Gómez JPN Chisato Kurosaki |

### Disputa pelo quinto lugar
| 11 de agosto de 2024 09:00 | Relatório | Grécia                                     | 15–13 | Espanha    | Paris La Défense Arena, Paris Árbitros: GER Frank Ohme ITA Rafaele Colombo |
| 11 de agosto de 2024 09:00 | Relatório | Pontuação por períodos: 2–2, 6–4, 4–1, 3–6 |       |            | Paris La Défense Arena, Paris Árbitros: GER Frank Ohme ITA Rafaele Colombo |
| 11 de agosto de 2024 09:00 | Relatório | Genidounias, Kakaris, Papanastasiou 3      | Gols  | Sanahuja 3 | Paris La Défense Arena, Paris Árbitros: GER Frank Ohme ITA Rafaele Colombo |

### Disputa pelo bronze
| 11 de agosto de 2024 10:35 | Relatório | Estados Unidos                                      | 11–8 | Hungria          | Paris La Défense Arena, Paris Árbitros: FRA Sébastien Dervieux ESP David Gómez |
| 11 de agosto de 2024 10:35 | Relatório | Pontuação por períodos: 3–2, 1–1, 2–2, 2–3 PEN: 3–0 |      |                  | Paris La Défense Arena, Paris Árbitros: FRA Sébastien Dervieux ESP David Gómez |
| 11 de agosto de 2024 10:35 | Relatório | Hallock 2                                           | Gols | Varga, Zalánki 2 | Paris La Défense Arena, Paris Árbitros: FRA Sébastien Dervieux ESP David Gómez |

### Final
| 11 de agosto de 2024 14:00 | Relatório | Sérvia                                     | 13–11 | Croácia          | Paris La Défense Arena, Paris Árbitros: SLO Boris Margeta NED Michiel Zwart |
| 11 de agosto de 2024 14:00 | Relatório | Pontuação por períodos: 5–2, 3–3, 3–3, 2–3 |       |                  | Paris La Défense Arena, Paris Árbitros: SLO Boris Margeta NED Michiel Zwart |
| 11 de agosto de 2024 14:00 | Relatório | Ćuk 3                                      | Gols  | Marinić Kragić 3 | Paris La Défense Arena, Paris Árbitros: SLO Boris Margeta NED Michiel Zwart |

## Classificação final
| Pos.              | Equipe         |
| ----------------- | -------------- |
| Medalha de ouro   | Sérvia         |
| Medalha de prata  | Croácia        |
| Medalha de bronze | Estados Unidos |
| 4                 | Hungria        |
| 5                 | Grécia         |
| 6                 | Espanha        |
| 7                 | Itália         |
| 8                 | Austrália      |
| 9                 | Montenegro     |
| 10                | França         |
| 11                | Japão          |
| 12                | Romênia        |